# Cutter Gauthier
William Cutter Ruel Gauthier (Skellefteå, 19 gennaio 2004) è un hockeista su ghiaccio statunitense (ma nato in Svezia), ala sinistra degli Anaheim Ducks (NHL).
Gauthier è stato scelto con la 5ª scelta assoluta dai Philadelphia Flyers nel Draft 2022, i quali però lo cedettero nel 2024 ai Ducks.

## Palmarès

### World Championships U18
- 1 medaglia:
  - 1 argento (Germania 2021)

### World Junior Championships
- 2 medaglie:
  - 1 bronzo (Canada 2023)
  - 1 oro (Svezia 2024)

### World Championships
- 1 medaglia:
  - 1 oro (Svezia/Danimarca 2025)